# Лой, Рори
Ро́ри Джеймс Лой (англ. Rory James Loy; 19 марта 1988, Дамфрис, Шотландия) — шотландский футболист, нападающий клуба «Фалкирк». Бывший игрок молодёжной сборной Шотландии.

## Клубная карьера
Лой является воспитанником клуба «Килмарнок», в Академию которого он пришёл в 2004 году. Спустя два года Рори ответил согласием на предложение по переходу в стан одного из грандов шотландского футбола — команды «Рейнджерс».
Неплохо проявив себя в резервной команде «джерс», в октябре 2007 года Лой подписал с глазговцами свой первый профессиональный контракт, рассчитанный на два года.
1 ноября 2008 года состоялся дебют молодого футболиста в «Рейнджерс», в тот день «джерс» встречались с «Инвернесс Каледониан Тисл».
Через месяц с целью обретения опыта Рори был отдан по арендному соглашению до конца сезона 2008/09 в клуб «Данфермлин Атлетик». Молодой шотландец пришёлся ко двору команды из Файфа, сыграл в её составе 23 игры, забил 3 гола. По окончании сезона ссуда Лоя в «Атлетике» была продлена до конца года. В марте 2009 года Рори подписал с «рейнджерами» новое соглашение о сотрудничестве, связывающий его с «джерс» ещё на два года. 29 января 2010 года Лой был отдан в очередную аренду — на этот раз до конца сезона 2009/10 в клуб «Сент-Миррен».
28 января 2011 года Лой пополнил ряды английского клуба «Карлайл Юнайтед», подписав с камбрийской командой контракт сроком на два с половиной года. Сумма сделки между «Юнайтед» и «Рейнджерс» не разглашалась. 1 февраля Рори дебютировал в составе своей новой команды, выйдя на замену в матче против «Хаддерсфилд Таун». Ровно через месяц шотландец забил свой первый гол за «Карлайл», поразив ворота «Чарльтон Атлетик». 3 апреля Лой поучаствовал в финальном поединке Трофея Футбольной лиги, в котором его клуб победил оппонентов из «Брентфорда» с минимальным счётом 1:0.
В 2014 году перешёл в шотландский «Фалкирк».

### Клубная статистика
| Клуб                          | Сезон                         | Чемпионат | Чемпионат | Кубок | Кубок | Кубок Лиги | Кубок Лиги | Трофей Футбольной Лиги / Кубок вызова | Трофей Футбольной Лиги / Кубок вызова | Плей-офф Лиги | Плей-офф Лиги | Еврокубки | Еврокубки | Итого | Итого |
| Клуб                          | Сезон                         | Игры      | Голы      | Игры  | Голы  | Игры       | Голы       | Игры                                  | Голы                                  | Игры          | Голы          | Игры      | Голы      | Игры  | Голы  |
| ----------------------------- | ----------------------------- | --------- | --------- | ----- | ----- | ---------- | ---------- | ------------------------------------- | ------------------------------------- | ------------- | ------------- | --------- | --------- | ----- | ----- |
| Рейнджерс                     | 2008/09                       | 1         | 0         | —     | —     | —          | —          | —                                     | —                                     | —             | —             | —         | —         | 1     | 0     |
| Рейнджерс                     | 2010/11                       | 1         | 0         | —     | —     | —          | —          | —                                     | —                                     | —             | —             | —         | —         | 1     | 0     |
| Всего за «Рейнджерс»          | Всего за «Рейнджерс»          | 2         | 0         | 0     | 0     | 0          | 0          | 0                                     | 0                                     | 0             | 0             | 0         | 0         | 2     | 0     |
| Данфермлин Атлетик            | 2008/09                       | 18        | 3         | 5     | 0     | —          | —          | —                                     | —                                     | —             | —             | —         | —         | 23    | 3     |
| Всего за «Данфермлин Атлетик» | Всего за «Данфермлин Атлетик» | 18        | 3         | 5     | 0     | 0          | 0          | 0                                     | 0                                     | 0             | 0             | 0         | 0         | 23    | 3     |
| Сент-Миррен                   | 2009/10                       | 8         | 0         | —     | —     | —          | —          | —                                     | —                                     | —             | —             | —         | —         | 8     | 0     |
| Всего за «Сент-Миррен»        | Всего за «Сент-Миррен»        | 8         | 0         | 0     | 0     | 0          | 0          | 0                                     | 0                                     | 0             | 0             | 0         | 0         | 8     | 0     |
| Карлайл Юнайтед               | 2010/11                       | 17        | 1         | —     | —     | —          | —          | 2                                     | 0                                     | —             | —             | —         | —         | 19    | 1     |
| Карлайл Юнайтед               | 2011/12                       | 20        | 3         | 2     | 1     | 2          | 0          | 1                                     | 0                                     | —             | —             | —         | —         | 25    | 4     |
| Карлайл Юнайтед               | 2012/13                       | 13        | 3         | —     | —     | —          | —          | —                                     | —                                     | —             | —             | —         | —         | 13    | 3     |
| Всего за «Карлайл Юнайтед»    | Всего за «Карлайл Юнайтед»    | 50        | 7         | 2     | 1     | 2          | 0          | 3                                     | 0                                     | 0             | 0             | 0         | 0         | 57    | 8     |
| Фалкирк                       | 2013/14                       | 34        | 20        | 1     | 0     | 3          | 0          | 2                                     | 1                                     | 3             | 1             | —         | —         | 43    | 22    |
| Фалкирк                       | 2014/15                       | 26        | 9         | 3     | 0     | 2          | 1          | 3                                     | 2                                     | —             | —             | —         | —         | 34    | 12    |
| Всего за «Фалкирк»            | Всего за «Фалкирк»            | 60        | 29        | 4     | 0     | 5          | 1          | 5                                     | 3                                     | 3             | 1             | 0         | 0         | 77    | 34    |
| Всего за карьеру              | Всего за карьеру              | 138       | 39        | 11    | 1     | 7          | 1          | 8                                     | 3                                     | 3             | 1             | 0         | 0         | 167   | 45    |

(откорректировано по состоянию на 6 марта 2015)

## Сборная Шотландии
С 2008 по 2010 год Рори защищал цвета молодёжной сборной Шотландии, в составе которой провёл пять матчей, забил один мяч.

## Достижения
«Рейнджерс»
- Чемпион Шотландии (2): 2008/09, 2010/11

 «Карлайл Юнайтед»
- Обладатель Трофея Футбольной лиги: 2010/11

## Личная жизнь
В свободное время Рори любит играть в снукер, ходить в кино или рестораны. Любимая актриса Лоя — Дженнифер Энистон, любимые фильмы — «Телефонная будка» и «Побег из Шоушенка». У Рори образцами для подражания на футбольном поле служат Дэвид Бекхэм и Бриан Лаудруп.